# 土谷正実
土谷 正実（つちや まさみ、1965年1月6日 - 2018年7月6日）は、元オウム真理教幹部・元死刑囚。東京都出身。筑波大学大学院化学研究科修士課程修了、博士課程中退。化学（物理化学と有機化学）を専攻。

## 来歴

### 入信前
長男として東京都町田市で出生。5歳下の妹、7歳下の弟がいる。家庭は裕福だった。幼少期は内向的でおとなしく、のちにオウム入信をめぐって激しく対立することになる母親から非常に可愛がられて育つ。夢を正夢にするなど合理的に説明できない感覚があり、教師に尋ねたが、納得のいく回答は得られなかった。

### 入信後
オウム真理教におけるホーリーネームは クシティガルバ。教団では第二厚生省大臣をつとめた。教団の化学者として化学兵器や薬物を生成し、マスコミから化学班キャップと呼ばれた。ステージは菩師長であったが、地下鉄サリン事件直前に正悟師に昇格した。殺害実行や謀議には関わっていないが、サリン生成方法を確立し無差別大量殺人を可能にしたとして大量殺傷事件の共同正犯で2011年に死刑判決が下った。2018年7月6日、東京拘置所にて麻原彰晃らと共に死刑執行。

## 経歴

### 中学・高校時代
町田市立南中学校に入学すると活発なクラスの人気者になる。楠木正成の「楠公精神」をきっかけとして日本史に関心を持つ。東京都立狛江高等学校時代はラグビー部に所属。生きがいのように打ち込み、中心選手として活躍した。性格は明るくひょうきんで、同級生にも後輩にも慕われていた。高校時代の愛称は「ツッチー」。成績は良くなかったが、高校2年生の時にイオン化傾向に興味を抱いて化学を勉強し始め、学年トップになる。相性の悪い先生に代わると一気に点数が0点近くまで落ち、好き嫌いの激しい一面があった。この頃、人間が一生のうちに脳細胞の数％しか使わずに死んでいくという説を知る。「非効率だ、これを100%近くまで発揮するものがあるはずだ」と考えていた時にテレビ番組でヨーガを知り、漠然とした興味を抱く。松本サリン事件の共犯者でもあり、死刑が確定した端本悟は高校時代の後輩でもある。

### 大学・大学院時代
ヨーガを極めるためヒマラヤへ行きたいと思うが現実的ではないので諦め、1浪して1984年に筑波大学第二学群農林学類へ進学。荒井由実や中島みゆきの歌を聴くごく普通の青年だった。高校時代から憧れていたラグビー部に入部。しかし、早々に重傷を負い5月末には退部を余儀なくされて、自暴自棄に陥り酒浸りの生活を送る。生活はだらしなく、時間にもお金にもルーズであった。高校時代からの恋人との交際を反対する父親と喧嘩になり、仕送りを断たれて新聞配達のアルバイトで食いつなぐが、次第に恋人とうまくいかなくなる。夜遅くまで何度も電話をかけては、恋人と連絡が取れないと傷つき、床を転げ回って苦しんだ。漫画『ゴルゴ13』のワンシーンを思い出し「体を傷つければ心の痛みを忘れられる」と自ら胸を果物ナイフで40cm切りつけた。「肉体的苦痛により精神的苦痛が和らいだ」、「この気持ちを合理的に説明するのは宗教だ」、「新たな価値観を掲示する団体が登場したら所属しよう。それまでに得意な化学の能力をより伸ばしておこう」と考えた。1986年夏、恋人にふられ、別れたことを父親に報告すると仕送りが再開。授業にはあまり出なかったが、化学だけは熱心に勉強し、卒業論文は「木材の防腐剤に関する研究」だった。
卒業後は同大学院博士前期課程化学研究科へ進学。院試で「もし不合格になったらどうするのか」と問われ、「そのときは青年海外協力隊に参加したい」と回答していた。大学院では有機物理化学研究室に入室し、炭化水素の光化学反応を研究。修士論文は「片道異性化に関する研究」であった。指導した教授は「発想力豊かで、将来国際的な研究者になる」と高く評価した。博士後期課程に進んだがオウムにのめり込んで研究室へ顔を出さなくなり、1993年に正式に中退した。

## 入信・出家

### 入信及び洗脳の経緯
1989年2月、同乗していた車が交通事故を起こして鞭打ち症を患い、医師の勧めで水戸市内のヨーガ教室へ通いはじめる。同年4月22日、友人から麻原彰晃説法会に誘われた。説法は遅刻して聞き損ねたが、科学に詳しい村井秀夫に関心を抱いて、村井の勧めに従い同日世田谷道場を訪れた。「ここなら本格的なヨーガの修行ができる」と、宗教団体との認識を持たずに入信。深夜から開催された「超能力セミナー」に参加したところ、日頃徹夜して研究に励むなど意思の強さや体力には自信があったのに修行について行けず、か弱そうな女性信徒が楽々こなしているのを見て驚いた。蓮華座を組みダルドリー・シッディ（座禅ジャンプ）を体験した。
教団の指導通りにヨーガを練習すると、中学生のときから患っていた椎間板ヘルニアが快癒したうえ神秘体験をするようになった。8月、水戸支部長岐部哲也の指導による激しい修行後、頭頂に肉髻（にっけい）ができた。図書館で調べたところ肉髻は仏教の経典にも記載があったので、それまでの「オウム＝ヨーガ教室」という見方を改め、初めて麻原彰晃の著作を読んでみたところ、大いに感銘を受けた。
この頃、オウム入信を電話で母親に報告。「オウムには、1日20時間も自分の好きな研究ができるところがある。がんもエイズも治る」と話した。母親は、2リットルの塩水を鼻から入れて口から出したり、麻紐を鼻から口に通したりする修行をしていると聞き、心配で脱会するように説得したが叶わず、「他人を絶対勧誘しないこと」、「毎月実家に帰ること」、「修士はとること」と約束を交わす。
9月に入り岐部から出家を促されるが母親との縁を絶てずに断った。11月、坂本堤弁護士一家行方不明事件を知り、オウムの関与を疑ったが「国家権力の陰謀だ」と言われ、以降、1995年に逮捕されるまで長期に渡って信じ続ける。大学院仲間のプライドの高さや妬みに嫌悪感を抱く一方で、「オウム水戸道場の人たちは優しく純情なので行くとホッとする」とのめり込んでいく。
1990年4月、博士課程に進学したが、6月から研究室に通わなくなった。教団の雑誌『マハーヤーナ』掲載の信徒の宗教体験を読み、自分の体験は低レベルであると思って、より次元の高い宗教体験を求め修行に専念し始めた。両親に知らせずに引っ越し、実家に帰らなくなる。世田谷道場や水戸支部へ通い詰め、高額のオウム教材購入やセミナー参加費の支払いにより教団への借金がかさむ。「1日1食、睡眠3時間」の教義を実行しながら車を運転して交通事故を頻発し、その処理のためにアルバイト先の学習塾生徒の親からお金を借りるようになる。学習塾、家庭教師、警備会社、豆腐屋と朝から晩までアルバイトに明け暮れて得た50万円近いバイト代を全額教団に注ぎ込み、正常な思考能力を徐々に失って行った。
1990年10月、シークレットヨーガ（個人面談）で初めて麻原と対面。「尊師が空であり、海であり、太陽である」と感じ、尊敬の対象は実父から麻原彰晃へとうつっていった。1991年1月5日、富士山総本部道場での「狂気の集中修行」に参加。厳しい修行にバテてしまい、周りの出家信者が寝食の制限を受けながら成就を目指し修行している姿を見て「自分には厳しい出家生活は到底無理だ」と考えていた。

### 出家を巡る家族と教団の攻防
周囲に借金をしたり、学習塾講師・家庭教師の立場を利用して教え子の中高生数人をオウム真理教に入信させたりと、他人に迷惑をかけるようになった。土谷が入信させた高校生の親から抗議を受けた両親は1991年7月13日、話し合いをするためにアパートを訪れた。しかし居留守を使われて会うことはできず、父親名義の土谷の車を廃車処分にして生徒の親と相談。翌々日に「現代のお助け寺」として知られる茨城県の更生施設「仏祥院」に脱会を依頼。7月19日未明、土谷を車から引きずり下ろしてマイクロバスに連れ込み仏祥院の独居房「反省室」に監禁した。元信者の永岡辰哉が1か月にわたり教義の矛盾を説いて説得にあたったが、「お前たちから学ぶことはない」と聞く耳は持たなかった。
関係者が土谷のアパートを訪れると、冷蔵庫には米と味噌だけで、室内はオウムグッズであふれ、布施のために購入した宝くじが数十枚、預金通帳の残高は僅か10円だった。
部屋からは2種類のメモが発見された。1通はA4レポート用紙7枚の「予言メモ」で、麻原が話した予言を土谷が書き取ったものとされ、「1億人総AUM（オウム）。1995年にはオウムが国家をしのぐほど台頭」、「マイトレーヤ（上祐史浩）、尊師の代わりに指揮をとる」、「土谷が中心になって千年王国を築く」、「土谷は92歳で死ぬ」、「1997〜1998年までに日本沈没」などと書かれていた。もう1通には土谷の現実的な苦悩が書き綴られていた。
| 「 | 借金に追い回されている。オウムに借りている。色々な人を騙して借金しまくっている。 自分を偽装し自分を信頼させて入信させる。 上から何人入信させろと命令され、棒で叩いて脅される。 無免許運転、交通事故→睡眠時間が少ない | 」 |

仏祥院での監禁開始から2週間が過ぎた1991年8月6日、つくば警察署から土谷の実家に、「筑波大学助教授殺人事件捜査のため土谷に会いたいので居場所を教えて欲しい」という電話が掛かってきた。母親は居場所を伝え、同日午後には仏祥院で土谷は警察官と面会。この時の警察と母親の電話をオウムが盗聴しており、土谷が仏祥院に匿（かくま）われていることが突き止められた。
翌8月7日、林郁夫・井上嘉浩・青山吉伸らが仏祥院に現れ、土谷と会わせるよう要求。青山は「私は弁護士だ。会わせないのは違法だ」などと言い、井上らは警察官が駆けつけるまで居座った。8月8日、町田の実家周辺に「土谷正実くん不法監禁される！」という中傷ビラが撒かれ、教団が土浦警察署に不法監禁の訴えを出した。8月9日になると実家近隣300軒、父親の勤務先、仏祥院周辺に「緊急告発 ○○社勤務の土谷○○（父親名）が息子を監禁している」などと書かれた中傷ビラが撒かれた。「家に火をつけるぞ」という嫌がらせ電話・無言電話がかけられ、留守を守っていた妹が怖がるほどであった。
中村昇・井上嘉浩・青山吉伸・小池泰男らが街宣車を5台動員して仏祥院に連日押しかけ、解放を求めた。24時間体制で張り込み、拡声器を使って麻原の説法やオウムの歌「真理のたたかい」を朝から晩まで流し続けた。説法が聞こえてくると、土谷は体を震わせて泣き出したりうめき声をあげたりした。オウムの激しい奪還工作は続き、（土谷が入信させた）学習塾の教え子を連れてきて「土谷を返せば高校生を家に戻す」と交渉を持ちかけると、「自分がオウムに戻らないと彼は家に帰れない」と漏らしていたという。土谷は両親、弟妹、生徒の親らの前で仏祥院主宰の合田から「オウムをやめると言わなければ殺すど」、母親から「いえ、私が殺します」と言われた。幼い頃から母親の後ばかりついて回っていた土谷は母親の「殺す」という言葉に大きな衝撃を受け、「もう帰る場所はない、オウムで生きていくしかない」と思いつめた。
オウムは、教団顧問弁護士・青山の名で人身保護請求を申し立てるという手に出た。人身保護請求の国選弁護人に密かに「脱会する気はなく逃げたい」と伝える一方、家族らには「オウムをやめたふり」をして8月25日に翌日に予定されていた人身保護請求の裁判に備えて、両親、弟妹および合田夫妻とともに、オウムの車の追跡をかわしながら深夜3時半に帝国ホテルに到着。4時頃、隙をついて母親のバッグから現金を抜きとり脱走してタクシーで世田谷道場へ逃げ込み、端本悟らに連れられオウム真理教富士山総本部へ行って1991年9月5日に出家した。出家番号は953。
両親と仏祥院は半年に渡って毎月3回、「8のつく日」に教団施設を訪れ行方を捜し続けたが、再会はできなかった。土谷は合田を恐れており、探しにくると窓から外をうかがっていたという。逮捕後、両親は勾留先の築地警察署や拘置所へ面会に訪れたが土谷はこれを拒み続け、公判では「自分を判断力のない赤ん坊か廃人扱いした両親を許さない」と証言するなど骨肉相食む絶縁状態となった。土谷は後に「土谷正実を化学兵器合成にかり立てたのは、村井秀夫と佛蓮宗・仏祥院と被害者の会と細川政権及び雅子様だ。俺が1か月以上佛蓮宗・仏祥院で監禁された経験と全く同じ経験をしてみろ」と記している。2006年以降、洗脳が解けたあとに「オウム真理教家族の会」会長の永岡弘行や、幼なじみの大石圭を通じて家族との和解を試みるも、最後までかなうことはなかった。

## 出家後
化学の知識を重宝された土谷は、教団内のステージでは1994年7月1日に師長補となり、9月6日に師長（菩師長）、翌1995年3月17日の尊師通達で出家からわずか3年半で正悟師に昇格した。
1992年7月6日、麻原彰晃から石川公一とともに大学生を対象に勧誘する「学生班」活動に従事するよう命じられる。井上嘉浩の指導を受けながら国立大学を中心に大学図書館へのオウムの書籍の寄贈や学園祭での麻原彰晃説法会の企画・立案を実行するなどの布教活動を行った。仏祥院による再奪還を恐れ、外出時は武道経験者の信徒（ホーリーネームはキタカ）をボディーガードとしてともなった。
土谷には自らのホーリーネームを冠した上九一色村の実験施設「クシティガルバ棟」が充てがわれ、1992年11月以降は村井秀夫指示のもと、化学兵器生成へと駆り立てられていった。
1994年6月に教団が省庁制を採用すると、遠藤誠一が大臣である厚生省の次官に、厚生省分裂後は第二厚生省大臣になった。マスコミは土谷を化学班キャップと呼んだが、捜査当局やマスコミが作り上げた空想の存在だと主張している。

### 兵器と違法薬物の製造
独学で研究と実験を重ねてサリン・VXの生成方法を教団において確立し、中川智正・遠藤誠一・滝澤和義らとともに多くの化学兵器、違法薬物を生成した。材料の購入はオウムのダミー会社「長谷川ケミカル」（社長は長谷川茂之）などが行っていた。
| 日時        | 製造物                   | 量            | 用途・使用事件                                                     | 備考 |
| ----------- | ------------------------ | ------------- | ------------------------------------------------------------------ | --- |
| 1993/08     | サリン                   | 20g           | 標準サンプル                                                       | サリンプラント計画も開始 |
| 1993/11     | サリン                   | 600g          | 第1次池田大作サリン襲撃未遂事件                                    | 中川智正と協力 |
| 1993/12     | サリン                   | 3,000g        | 第2次池田大作サリン襲撃未遂事件                                    | [ 32 ] |
| 1994/02     | サリン                   | 30,000g       | 滝本太郎弁護士サリン襲撃事件 松本サリン事件                        | 青色サリン溶液（ブルーサリン）。約70%がサリン、約30%がメチルホスホン酸ジイソプロピル。当初は池田大作襲撃に使うつもりで製造指示。生成プロセスの指示・助言、生成物の分析。生成は中川智正と滝澤和義によるもの |
| 1994/02     | LSA                      | 4g            | LSD製造                                                            | 信者が東京工業大学で文献を収集 |
| 1994/03     | ソマン                   | 10g           | 教団武装化                                                         | サリンよりコストがかかるので量産されず |
| 1994/03     | PCP                      | 7.8g          |                                                                    | [ 3 ] [ 36 ] |
| 1994/04～07 | RDX                      | 10g           | 教団武装化                                                         | 東京都庁小包爆弾事件のRDXは1995年に中川智正が製造したもの |
| 1994/04～07 | TNT                      | 300g          | 教団武装化                                                         | [ 35 ] |
| 1994/04～07 | PETN                     | 300g          | 教団武装化                                                         | [ 35 ] |
| 1994/04～07 | HMX                      | 10g           | 教団武装化                                                         | [ 35 ] |
| 1994/05/01  | LSD                      |               | キリストのイニシエーション ルドラチャクリンのイニシエーション      | この時は数gを製造し、1994年11月までに最終的に115gを製造。当初は兵器として製造指示。麻原もLSDを試し、「宇宙の始まりを見てきた」といって感激したという。遠藤誠一と協力                                       |
| 1994/06     | イペリット               | 50g           | 教団武装化                                                         | イペリットは1994年7月10日の信者リンチ殺人事件にも関係 |
| 1994/07     | 覚醒剤                   |               | ルドラチャクリンのイニシエーション                                 | この時は5gを製造し、1995年2月までに最終的に227gを製造 |
| 1994/08     | ホスゲン                 | 数リットル    | 江川紹子ホスゲン襲撃事件                                           | [ 35 ] |
| 1994/08     | 青酸                     | 数リットル    | 新宿駅青酸ガス事件                                                 | [ 35 ] |
| 1994/08～09 | VX                       | 20g           | 第1次滝本太郎VX襲撃未遂事件                                        | 土谷が、サリンより強力と書いてある論文を見て製造開始した。中川智正はあまりに危険なので中止するよう勧めた。土谷は「現代化学」1994年9月号（8月15日発売）を読んでVXの製造法を知った                           |
| 1994/08～09 | ニトログリセリン         | 2,000g        | 教団武装化                                                         | [ 35 ] |
| 1994/09     | VX                       | 20g           | 第2次滝本太郎VX襲撃未遂事件                                        | 警察官がいたので襲撃は実行されず |
| 1994/09     | チオペンタールナトリウム |               | 自白剤 バルドーの悟りイニシエーション                              | 遠藤誠一と協力。チオペンタールは公証人役場事務長監禁致死事件被害者の死因にもなった薬物でもある |
| 1994/11     | VX塩酸塩                 | 100g          | 駐車場経営者VX襲撃事件                                             | 効果が無いものを間違って製造。土谷によると、原因は遠藤がトリエチルアミンではなくジエチルアニリンを使用したため                                                                                             |
| 1994/11/30  | VX                       | 50g           | 駐車場経営者VX襲撃事件 会社員VX殺害事件 被害者の会会長VX襲撃事件？ | 襲撃においては注射器が2本用意され、それぞれ1 - 1.5ミリリットルが吸入された |
| 1994/12/25  | VX                       | 40g           | 被害者の会会長VX襲撃事件？                                         | 純粋VX。被害者の会会長事件については11月30日のものか12月25日のものか不明。使用量は駐車場経営者VX事件と同じ                                                                                                 |
| 1994/12/31  | イペリット               | 200,000g      | 教団武装化                                                         | 1995年3月22日の強制捜査までに井戸に流して処分 |
| 1995/03/02  | メスカリン硫酸塩         | 3,000g        | イニシエーション                                                   | 遠藤が標準アンプルを合成し、土谷が合成方法を改良した。麻原の誕生日に合わせた |
| 1995/03/19  | サリン                   | 6 - 7リットル | 地下鉄サリン事件                                                   | 約30%がサリン。生成プロセスの決定、薬品・器具の提供、生成の助言、生成物の分析。生成は遠藤誠一、中川智正によるもの                                                                                          |

#### 化学兵器生成に至る経緯
1992年11月22日、麻原彰晃に「1997年から日本は崩壊する。教団を防御するため、マンジュシュリー（村井秀夫）に技術を貸してやってくれ」と言われ、村井のもとで化学研究を始めた。土谷は麻原に「サリンというものがあります。作ってみませんか」と持ちかけ、麻原から「やってみろ」と了承を得た。
第1サティアンに化学合成の実験部屋を与えられた。村井はしばしば実験部屋を訪れ、原爆やレーザー兵器製造・アンモニアなどの薬品製造プラント構想を語り、内心実現不可能な話だと感じたが、「否定的な観念を持つべきではない」と思い直す。1993年4月『毒のはなし』『薬物乱用の本』の2冊を見せられ、「（化学の）勘を取り戻すために幻覚剤PCPを合成してみたら」と指示された。村井の「1年で自衛隊程度の軍事力をオウムで持つ」との発言に唖然としていると、「潜水艦もビラ配りロボットも、もう作った」と返され、これらが実は噴飯物だったことを当時知らなかった土谷は、オウムの冊子に掲載されていたビラ配りロボットの写真を思い出し、「オウムの科学力は優れているんだ」と信じ込んだ。5月、村井の命令で渡部和実らとロシアへ行く。渡部らの成果のない仕事ぶりに呆れるが、「彼らは村井のもとで潜水艦やビラ配りロボットを完成させたのだから、これでちゃんと仕事はできているんだ」と自分を納得させた。その後も村井から原爆の製造など突飛な指示を受け驚くが、ステージの高い村井が嘘をつくことは考えられず、まずは村井曰く「簡単に作れる」というアンモニア製造プラントが実現されるかどうかを見届けることにした。
1993年6月、ついに化学兵器製造を指示される。「殺生をしてはならない」というオウムの教義を守りゴキブリも殺さない生活をしていたこと、イラン・イラク戦争で化学兵器がクルド民族に使われた残酷な場面を思い出したことで抵抗を感じたが、銃弾や砲弾を受けた死体写真を見せられ、「化学兵器はダーク、戦闘機や戦車はクリーンというイメージは、軍需産業による情報操作で、軍需産業を動かしているのはフリーメイソンだ」と諭されたり、中国人民解放軍が通常兵器しか持たないチベット軍を壊滅させたことを調べさせられ、「ハルマゲドン勃発時、教団を守るために武器を持つ。化学兵器を持つことが敵に対する抑止力になる」「オウムから仕掛けることはない。ファーストストライクはない」と説かれたりして、次第に化学兵器生成・所持へのためらいは薄れていった。波野村の教団施設の強制捜査を行った熊本県知事の細川護熙が内閣総理大臣へ登りつめたことを指摘され、「教団は国家に弾圧されている」と危機感も植え付けられた。
筑波大学の図書館で、殺傷力や製造行程を考えて大量生産に適した化学兵器としてサリン生成を決め、専門書を読みあさって実験を開始。2か月後には標準サンプル生成に成功、大量生産方法の研究を開始した。1993年10月にサリンプラントが完成し、必要な原料をダミー会社を通じて手配。サリン製造の協力者として化学知識を有する中川智正（医師）、実験助手として村井の元妻M（元神戸製鋼分析室勤務）・中川の恋人S（看護師）・男性信徒T（土谷のボディーガードをつとめた。ホーリーネームはキタカ）の4名が配属され、1993年11月から1994年1月にかけて約34kgのサリンを生成。生成中に縮瞳など複数回サリン中毒を起こし、治療にあたったSに「親子連れを見ると、この人たちも死ぬのだと思いサリン生成を葛藤したが、尊師に『ヴァジラヤーナの救済』だと言われ取り組んだ」と話している。Mによると、土谷は必要なこと以外は口をきかなかったという。土谷や中川らはサリンを「サリーチャン」、「サッチャン」と隠語で呼んでいたが、周りの信者は薄々サリンを製造しているのだと気がついていた。この頃、オウム入信前の友人と連絡した際に「薬物を扱っていて体調が悪い」、「尊師はびっくりするほど過激になった」と話している。また、何かを迷っている様子で、「尊師に言われたことは何でもやるべきか」と信者に相談していた。
正大師の村井秀夫に畏敬の念を抱く一方、村井の指示は非化学的で失敗が目に見えていたこと、失敗がわかっていても言われた通りにしなくてはいけないことからバカらしくなり、一時期やる気を失っていた。
1994年6月19日、現世（オウム以外の一般社会）で唯一心を許せた学生時代の恋人A子に電話をかけ、職場の話という形で愚痴をこぼした。20日にも電話をかけ、教団施設を離れて大酒を飲み車中で泥酔。翌朝A子宅を訪ねると、乳児をあやしているのを目撃。A子の献身の対象はかつては自分だったが、今は乳児であり「現実逃避をしてA子に会ったが、昔とはもう違う」、「現世には自分の居場所も、一時避難する場所すらもないのだ」と深く傷つき自ら上九一色村へ戻っていった。教団に戻ってしばらくすると、村井から教団内の水分析を頼まれ、分析したところサリンを検出。翌月にはイペリットを検出した。坂本堤弁護士一家失踪事件を「教団を陥れる国家権力の陰謀」と信じていたこともあり、「尊師の説法通り教団は毒ガス攻撃されている」、「自衛力を持たねば教団が潰される」と使命感に駆られて兵器生成に邁進（まいしん）した。1994年9月、友人に「人混みへ行かないでほしい」と連絡している。
1995年1月1日、 読売新聞が「上九一色村の教団施設付近からサリン残留物検出」とスクープ。村井秀夫から化学兵器類の廃棄を指示され、中川智正らとともに、クシティガルバ棟内で保管していたたサリン、VXガス、ソマンやこれらの前駆体を加水分解して廃棄した。廃棄作業中にサリン中毒にかかった。廃棄および設備の解体後、村井および中川により、VXガスとサリンの中間生成物「メチルホスホン酸ジフロライド」が発見され、これが地下鉄サリン事件で撒かれたサリンの原料となる。
ハルマゲドン予言本『日出づる国、災い近し』に「ボーディサットヴァ・クシティガルバ師長」として登場し、サリンやVXガスを解説している。また、新種の化学兵器の開発方法や効果的な使い方などについて自説を展開している。

#### 違法薬物生成に至る経緯
1993年12月頃、LSDが化学兵器として利用できることを文献で知った村井秀夫・中川智正からLSD製造を指示され、合成方法を調査。1994年2月末、都内ホテルで開催された教団幹部の会議で麻原彰晃から1kgの製造指示を受け、5月1日に遠藤誠一らとともに、標準サンプル数グラムを完成させた。完成したLSDを分析する際に試しに舐め、ゲラゲラ笑いだし竹刀を振り回すなどの幻覚症状を起こした。その後製造した115gのLSDは「キリストのイニシエーション」に使用された。
1994年6月頃、LSDの幻覚作用に感激した麻原に「幻覚作用のある薬物をもっと製造しろ」と命じられた村井秀夫から覚醒剤の製造指示を受ける。警察捜査が行われた場合を想定し、覚せい剤製造をしていると分からないような特殊な生成方法を考案した。7月半ば、標準サンプル製造に成功。その後227gを製造し「ルドラチャクリンのイニシエーション」に使用された。

### クシティガルバ棟
オカムラ鉄工から持ち込んだ事務用品を収蔵してあった物置を改築したもので、1993年8月26日に完成。第7サティアン横にあった。当初は「土谷棟」、のちにクシティガルバ棟と呼ばれた。実験装置の注文から支払までを担当し、化学機器のカタログを見ては金に糸目をつけない買い方で次々に注文。2,300万円の「コントラボ」含む300点・総額6,000万円の機器を揃えた。大手メーカーでも持っていないような機械もあり、業者に用途を尋ねられ「コンピュータの半導体の研究に使う」と回答している。食事も寝泊まりも棟内でして、まるで修行僧のような生活だった。

## 逮捕・裁判

### 逃走・逮捕
地下鉄サリン事件直前の3月20日未明、クシティガルバ棟にも強制捜査が入ると考えて収集した論文を焼却処分し、実験データ・マジックマッシュルーム・信徒仲間から集めた現金30万円を持って、部下の信徒Hの運転する車で逃走、各地を転々とした。逃走中、川越のアジトで会った井上嘉浩に「あれ（VX）、すごいね。永岡は顎が外れたみたいだよ」と言われ、自分の生成したVXが被害者の会会長VX襲撃事件に使われたことを初めて知ったという。
4月中旬に村井秀夫から連絡を受けて上九一色村の教団施設へ戻った。第2サティアンの地下2階の隠し部屋でピアニスト監禁事件関与などで指名手配中の信徒を匿うよう指示され、4月20日から隠し部屋に潜伏。4月26日に警察により隠し部屋が発見され、16時27分に遠藤誠一ら7人と瞑想しているところを犯人隠匿容疑で現行犯逮捕された。未だ指名手配はされておらず、逮捕状も発行されていなかったが、テレビ報道などで「サリン生成責任者」として名前が挙がっていた。土谷は逮捕前、電車に乗った際に週刊誌の吊り広告や駅売店の新聞を見て、自分が顔写真付きで「化学班キャップ」として報じられていることを知っていたという。
逮捕後は「（坂本事件も松本事件もオウムとは無関係だと思っていたので）信徒が大勢逮捕されることで教団の嫌疑が晴れる」と意気込みを感じていたが、大崎署に連行された時に「沿道に溢れたマスコミや一般人からのカメラのフラッシュを浴び、とんでもないことに巻き込まれた、悪のヒーロー・極悪人のように扱われていると思った。意気込みは吹き飛んだ」 と話した。
逮捕後、接見に来た青山吉伸弁護士の指示に従い、麻原彰晃を守るために黙秘していたが、取り調べに当たった警部から、麻原彰晃が内乱罪で逮捕される可能性があることを聞かされて供述を始め、7つの事件への殺人罪などに問われ再逮捕・起訴された。

### 第1審（東京地裁）
1995年11月10日の初公判で「職業は麻原尊師の直弟子」と答えた後、第6回公判まで黙秘。第7回公判で初めて意見陳述を行い、「（麻原への）帰依を貫徹し、死ぬことが天命と考えます」と述べた。化学鑑定人の証言にメモを取る以外は、教団内で「誰にでも穏やかに接する」と評された通り物静かで、自身の公判でも共犯者の公判でも黙秘を貫き、被告人席で敬虔な信徒といった様子で瞑想していた。
第75回公判で、初めてサリンやVXガスを製造したことを認めたが、用途は知らず殺意も共謀もなかったと無罪を主張。自らを「正大師や正悟師などの花形スターとは逆の『地味な存在』」と説明。上役の村井秀夫や遠藤誠一の話になると突然興奮し、後に明らかになる激情的な性格の一面を露わにした。村井が企画・開発したものがすべて頓珍漢だったことについて「村井さんは机上の学問では優秀だが20個のプロジェクト全てに失敗し、そのコントラストの酷さは世界中を探しても見つからない」と批判した。
私選弁護人を解任し、新たな弁護人を選定できなかったために国選弁護人がついたが、敵意をむき出しにして接見を拒否した。
公判が終盤に進むにつれ、当初の物静かな様子は影を潜め、自らを「わがままな荒馬」と評して激情的な様相を呈し、不規則発言も多かった。起訴された多くの幹部が次々に脱会し、麻原批判に転じていった中、強い帰依心を表明し続け、麻原擁護のため「事件はオウム潰しの陰謀説」を唱え始めた。豊富な化学知識に、日米開戦から細川政権成立までを1本の線に結びつけた独自の日本史観を交えて、身振り手振りに時には声色までを使った熱演で、検察側立証や化学鑑定書の些細な間違いに楯突き、「一連の事件に使われた化学兵器は自分が生成をしたものではないし、何者かによる策略である。もしかしたら村井秀夫が関係しているかもしれない。自分も村井には爆殺されかけたのだ」との持論を展開した。
被告人質問で「人を殺傷するサリンの生成をなぜ続けたのか」と問われ、この日、仏祥院に監禁してまでオウムから脱会させようとした両親の「オウム壊滅の過程で正実の命が失われるのは仕方ない（父）」、「死刑になって当然（母）」との検察官面前調書が読み上げられたためか、「私には、人生の帰り場所はないんですね。サリン生成を嫌です、とやめるのは下向（脱会）を意味する。生成して保存するだけ。軍事年鑑を読んでも米ソは使っていない」と答えた。「人生で一番後悔していることは何か」との問いには「（麻原からの寵愛を競い合い犬猿の仲だった）遠藤を殴らなかったこと。もし殴っていれば（遠藤が生成した地下鉄事件の）サリンも作れず、（地下鉄サリン）事件は起きなかった」と答えた。
一方で、公判で遺族の証言を聞くのには耐えられず拘置所で嘔吐し、松本サリン事件の遺族・被害者の供述調書を証拠として提出している。
2003年7月14日、検察官側は論告で「麻原彰晃の頭脳として、悪魔に魂を売り渡した殺人化学者」、「サリン、VXの生成方法を確立して大量無差別殺人を可能にした。被告なくしてはサリンなどの化学兵器はなく、無差別大量殺人事件もなかった。刑事責任は松本被告に準じた存在」と厳しく断罪、死刑を求刑した。論告の際、検察が土谷の唱える「陰謀説」を「荒唐無稽」、「化学的合理性がない」と一蹴し、「殺人化学者」と連呼すると、青紫色のシャツを着た土谷は「何言ってんだバカ」、「早く死刑求刑しろよ」、「（それまで法廷でやり合った同年代の検察官に対し）お前が死刑求刑するのかよ」と怒鳴りつけ、目があった傍聴人には「お前、何笑ってんだ」とすごんだ。
弁護側は「殺人に使うとは知らずに生成に関与させられただけで殺意はなく、事前共謀にも参加していない」と無罪を主張した。9月18日の弁護側最終弁論では、一連の事件は陰謀とする自作の小説『AUM13（オウム・サーティーン）オウム事件を解析するための13の公式』（土谷の好きな漫画ゴルゴ13のパロディで、主人公「土谷正実」が共犯者の調書や裁判記録を元に、オウム事件が陰謀であると証明する13の公式にたどり着くという50ページの上申書）」を2時間かけて自ら朗読した。
共に化学兵器製造に関与した中川智正、遠藤誠一はすでに1審で死刑判決を受けていたが、2人は殺害実行犯としていくつかの事件に加担していた。対して土谷は一度も実行犯になることはなく、事前謀議にも加わっておらず、化学兵器の製造方法を確立し、製造したのみであった。そういった意味で土谷の刑事責任は微妙な問題をはらんでいた。
2004年1月30日、服部悟裁判長は土谷に死刑判決を下した。判決の理由音読では、「人類の福祉や幸福の実現に用いる化学を悪用し、殺人用の化学兵器生成に傾注して無差別大量殺戮を可能にした。実行犯らにも増して厳しい非難を受けるのは当然」、「松本事件では捜査段階で『他の教団幹部らが不特定多数を殺害しようとしていることを認識していた』と供述している点から、犯行を幇助する意思があったと判断できる」、「地下鉄事件では捜査段階の供述から、自分が製造したサリンが近い将来に地下鉄を含む東京都内で使われることを知っていたと判断でき、共同正犯の責任を負う」として、指名手配信者の隠匿の罪以外の6事件で有罪とし、死刑判決を言い渡した。判決の最中、傍聴席の信徒仲間を振り返って笑みを浮かべるなど、最後まで遺族への謝罪はしなかった。麻原彰晃の死刑判決は、この1か月後の2月27日だった。
土谷は「尊師を『麻原』と呼び捨てにした」といった理由で、私選弁護人を2度解任して審理を止めたため、判決までには8年以上を要した。

### 控訴審（東京高裁）
控訴審には、第1審の化学知識の誤りを指摘する「控訴趣意書」と「控訴審に出廷する義務はない」と記した書面を提出。国選弁護人との接見を拒否し、公判及び判決に一度も出廷しなかったため、わずか4回で結審した。2006年8月18日の控訴審は控訴を棄却して死刑判決を維持した。
白木勇裁判長は、「裁判に向き合う姿勢を見せなかった。自ら控訴しておきながら審理を拒否する被告に更生の気持ちをくみとることはできない」と非難し、「被告人の関与なくして無差別大量殺人は起こらず、単なる工場長だったなどと矮小化はできない」と述べた。

### 上告審（最高裁）
弁護側は初めて6事件すべてへの加担を認めた。「共犯者として責任は免れないが、信仰心を利用させられただけ。ほう助犯にとどまる」として、無期懲役に減刑するよう求めたが、2011年2月15日に最高裁第三小法廷は被告人側の上告を棄却。判決で那須弘平裁判長は、殺人行為に直接関わっておらず犯行の具体的計画を知らなかったとしても、「松本サリン事件で悲惨な結果が発生したことを認識しながらも、サリンやVXの生成を続け、地下鉄サリン事件などを引き起こしたと指摘し、「一連の凶悪事件において極めて重要な役割を果たした、被告人の豊富な化学知識や経験を駆使することなくしてこれらの犯行はなし得なかった」と述べた。オウム真理教事件で死刑が確定するのは11人目。
「当然の結果。生涯謝罪の気持ちを持ちながら、自分に何ができるか考えたい」と話し、死刑を受け入れていた。一連のオウム事件の全容が分かるような文章を書くことを目指していたが、実現できないまま死刑が執行された。

## 洗脳が解けるまで
逮捕後、捜査により麻原彰晃の説法通り「国家権力の陰謀」が明らかになると信じていたが、逆に麻原の偽りが次々と明らかになった。悲惨な被害状況への罪悪感から来る良心の呵責により、麻原への帰依心が薄れかけたが、初公判直前の1995年9月に「光り輝いてる中、麻原が現れる」という宗教体験をして、信仰心が蘇った。拘置所内で麻原を観想して「識別無辺境・無所有境・非認知非非認知境・認知経験滅尽境の体験を与えて頂いた」と言い、1審が終わるまで麻原への命をかけた帰依を表明し続けた。
2002年7月から2003年2月にかけ、麻原の第1審に弁護側証人として出廷。2003年2月28日の第250回公判には弁護側の最後の証人として出廷し、「偉大なる完全なる絶対なるグルに帰依し奉ります。最高の叡智であられる偉大なるシヴァ大神に帰依し奉ります。完全なる絶対なる真理に帰依し奉ります。すべてのタントラヤーナ、ヴァジラヤーナの戒律に帰依し奉ります。私の功徳によってすべての魂が高い世界へポアされますように」と麻原への帰依を改めて宣言し、笑みを浮かべて法廷を去った。
しかしこれらの、麻原の弁護側証人としての出廷が、土谷の洗脳が解ける転機となる。「堂々と証言してほしい」という土谷の期待に反し、麻原は被告人質問で一言も証言しなかった。土谷は「尊師は弟子をほっぽらかしにして逃げたのではないか」と思い始め、2004年頃からは教団との間に軋轢が生まれ始めた。
決定打となったのは2006年12月、麻原の1審判決時の精神疾患の兆候が取り沙汰されるような異常行動を記した雑誌記事を読んだことである。「自分が麻原の1審に証人出廷した際、精神疾患の兆しはなく、自分の証言も理解していたし裁判長の反応も気にしていた。1審判決時に精神病を患っているはずがない。弟子たちを差し置いて詐病に逃げた」と感じ、麻原から気持ちが離れた。
被害者遺族の苦しみと麻原の説く四無量心が相容れないという矛盾、麻原を観想することにより「監禁されたような精神状態」をもたらすようになったこと、麻原の娘側とのトラブルが重なったことから、「麻原のために命を捨てろ」と言い続けるアレフ関係者・団体（人権救済基金）との面会も2010年3月末を最後に断った。
死刑確定直前の2011年2月には報道各社に手記を寄せ、麻原に対し「個人的な野望を満足させるため、弟子たちの信仰心を利用しながら反社会的行動に向かわせ、多くの命が奪われたことに対し、教祖としてどのような考えを持っているのか、詐病をやめて述べてほしい」と語っていた。

## 晩年
晩年は東京拘置所に収監された。

### 獄中結婚
2008年7月7日、2006年4月から接見していた、土谷の入信のことも知る古い付き合いの女性と獄中結婚した。
妻によると、普段は化学書を読んで過ごしており、再審請求もせずに死で償う覚悟をしていた。2018年3月14日のオウム死刑囚7人の分散収容のための移送について知らされると「取り返しのつかないことをしてしまい申し訳ない」と俯（うつむ）きながら話したという。

### 大石圭との交流
作家の大石圭とは実家が隣同士の幼なじみ。妻が大石圭のファンだったことから、妻を通じて交流が再開、2010年から2014年6月まで手紙のやり取りや面会を行っていた。大石に宛てた手紙には「化学兵器を作ったことを後悔」、「麻原よりも先に死刑になりたい」などとつづられ、量子力学の本を写経して日々を過ごしていることを明かしていた。大石との接見は2014年から途絶えていたが、死刑執行後に土谷の妻から「ただ一人の友達で実の兄のように慕っていた」と聞かされたという。

### 精神状態の変調
2013年頃から精神に変調をきたし、元部下の菊地直子の2014年5月の公判では、他の死刑囚の証人とは異なり、拘置所での出張証人尋問となった。高橋克也の公判でも証人請求されたが、「精神不安定」、「過去に法廷で不規則発言を繰り返した」との理由で却下された。
2014年11月以降、突然独房の扉を蹴ったり大声で絶叫したりして、懲罰に使われる保護房に収容されたり、閉居罰にかけられたりしていた。拘置所内では所持品制限を受ける「異常者」として処遇され、箸や皿も紙・ポリウレタン製であった。死刑執行当日の朝も保護房に収容されていた。

## 死刑執行
2018年7月6日、収容されていた保護室から刑場へ連行され、麻原彰晃、そして麻原からの寵愛を競い合った遠藤誠一と共に、3人が同じ東京拘置所で死刑が執行された。53歳没。
7月6日に処刑された7人の中で、再審請求をしていなかった者は土谷だけだった。さらに、刑場から火葬場への出棺まで遺体搬送車で搬送時も麻原の棺の横に土谷の棺が並べるように積載され2体が1台の遺体搬送車で運ばれ多磨葬祭場で火葬された。最期まで麻原とともに過ごせたのは土谷だけだった。7月9日に麻原と一緒に多磨葬祭場で火葬され、遺骨は妻が引き取った。妻との最後の面会は執行3日前の7月3日だった。

## エピソード

### 遠藤誠一との対立
元上司の遠藤誠一とは不仲だった。ボツリヌス菌や炭疽菌によるテロ失敗が重なり、遠藤の生物兵器に代わって土谷の化学兵器が重宝されるようになると、遠藤は土谷と一緒に仕事をしたがるようになった。土谷とともに化学兵器を生成していた中川智正は遠藤に追い出され、1994年6月の省庁制導入で土谷は遠藤の部下になった。
遠藤の化学的に間違った指示、高圧的な言動に悩むが、1994年夏に「尊師の意思は大臣を通じて実現される」という麻原彰晃の説法を聞き、遠藤に黙って従うのが自分の立場なのだと理解した。自分が求める理想の化学と、遠藤から出る非化学的な指示との落差については考えないようにして、雑念であると封じこめた。
しかし遠藤の冷遇は続いた。土谷が麻原に会うことを禁止したり、遠藤の実験棟「ジーヴァカ棟」に出入りできないように鍵を取り上げたり、仕事を取り上げたりして関係はさらに悪化。「やりたいことをやらせてもらえない」、「手柄を取られた」と遠藤への不満を周囲に吐露するようになった。土谷は遠藤の配下から独立しようと、業者との担当窓口を探すなど模索をはじめた。
同年11月頃、二人の対立に気づいた麻原から電話で「殴り合いで遠藤の手を折っても構わないから言いたいことは言え、遠慮するな」と言われたが、ステージが上の遠藤に対し意見を述べることはできず、麻原に会えず辛い土谷は新実智光に相談、新実はこれを麻原に伝え、遠藤と土谷のそれぞれが管轄する部署を作ることになった。土谷の新部署名は麻原の意見で「究聖科院」に決まりかけたが、遠藤の横槍により、遠藤率いる「第一厚生省」に対し「第二厚生省」という部署名にされたうえ、以前と変わらず事細かに指図をされたり、土谷の部下に直接指示を出されたり、土谷の部署が生成した薬物を遠藤の部署が納品する形にされたりして、下請け的な扱いをされ続けた。
逮捕後の取調べでは遠藤に対する憎悪を剥き出しにして、同じく目上の村井や中川智正のことは「さん付け」で呼ぶのに対し、遠藤だけは「遠藤」と呼び捨てにして「あの男は汚い」「わたしの能力に嫉妬していた」などと話した。
一連の事件の裁判が始まると、遠藤は自分の役割を矮小化して、土谷・中川などの悪口を言って責任をなすりつける証言を繰り返した。土谷は当初、自身の法廷でも共犯者の法廷でも黙秘していたが、1999年1月7日に井上嘉浩公判に証人出廷した際、遠藤（と村井秀夫）を名指しで批判したのを皮切りに、5月には自身の公判に証人出廷した遠藤を自ら尋問して詰め寄った。「遠藤の証言には信用性がない」として、教団時代の遠藤の言動を列挙して「あなたは法廷で真実を話すと宣誓したが、偽りのない教団生活を送っていたのか？」となじった。「遠藤は物や人に対する支配欲から出家生活を続けていた」、「遠藤や村井がいたから教団は破滅した」と遠藤に対する批判の口調と罵倒は審理が進むにつれ激しくなり、被告人質問の1項目として「遠藤弾劾」をあげるまでになった（中川智正も遠藤の証言は嘘であるとして対立している）。
土谷正実はAUM13上申書の中で遠藤を
- かつて遠藤誠一と深く交わり、そして遠藤誠一によく騙されたことのある人物こそ、遠藤誠一のウソを巧みに見抜くことができる。この条件を完全に満たしている人物は土谷正実だ
- 自己中心的な邪悪
- ニッポンの検察のスペルマの中核をなしていたのは遠藤誠一の供述・証言
- 遠藤誠一は頑強な秘密主義者かつ重篤な大ウソつきであり、遠藤誠一の供述・証言の信用性は極めて低い
- 遠藤誠一の言葉の中で唯一信用できる言葉は「死刑になるのが怖いんですよ」
- 遠藤誠一は遠藤自身の量刑を軽くするためには手段を選ばずオウム真理教関係者を次から次へと検察・警察に売り渡した
- 遠藤誠一は創作の神様の意思に乗っかることで死刑を免れようとした
- 「実の兄のような気持ちを持っていた」などという大ウソをつきながら青山さんを検察・警察に売り渡し奈落の底に突き落とした遠藤誠一には性格的な問題があるのであろうか、それともそうしなければならない特殊な事情があるのであろうか
- 遠藤誠一と一緒に仲良くニッポンの検察に命乞いをしたのは、まぎれもなく現場指揮者でありながら「連絡役だった」などと主張している井上嘉浩
- いずれにしろ、北海道大学医学部を卒業[注釈 13]した遠藤誠一の口から真実が語られることはないだろうと散々罵倒した[26]。

死刑確定後も、大石圭との手紙や接見で、遠藤に対し「正直に話していない」、「遠藤が無能だから自分がサリンを作らされた」、「自分の死刑が確定した時にたまたま遠藤とすれ違ったが実に嬉しそうにしていた」と怨念を募らせていたという。 

### 人物評
- 「化学が大好きで、難しい本を買って黙々と勉強していた」－大学時代の友人[6]
- 「（失恋で荒れた様子を見て）普段は穏やかで優しいが攻撃的な性格も潜んでいる」－学生時代の友人[6]
- 「真面目で宗教的な人物」－麻原彰晃三女の松本麗華[106]
- 「超真面目」－元オウム幹部の野田成人[107]
- 「非常に『義』に強い一方、非常に『情』にもろい」－元オウム幹部の石川公一
- 「理想の上司」、「部下に対する対応が丁寧で、長所をほめ、欠点に対して感情的にならない」－土谷の元部下の菊地直子
- 「一途で思い詰める性格」、「人を信じ過ぎ、『絶対』の人が一人いればいい」－幼馴染の作家の大石圭
- 「頭脳的には素晴らしい化学者」－1995年に取り調べを担当した元警視庁捜査一課理事官[108]
- 「ものすごい自信家。しかしどこか哀しく寂しかった。いつも寂しい目をしていた」－土谷の裁判を傍聴した法廷絵師[77]
- 「主人は中学生がそのまま大人になってしまったような人でした。良い悪い、人の好き嫌いの基準がはっきりしていて、一旦ダメとなると100からゼロにいってしまう」－妻[29]
- 「反抗期もない、素直ないい子だった」－母親[109]
- 「ものすごく頭がいい」－土谷の調書を見た科捜研の科学者[110]
- 「死人のような男」、「真っ当な青年」－土谷の取調を担当した大峯泰廣(警視庁元刑事)[111]
- 「しゃべり始めてみれば、「あれっ、真面目で普通の研究者じゃないか」という印象」－服藤恵三(警視庁元科学捜査官)[112]
- 「(VXの生成工程はサリンより複雑で、物質名や反応式の科学的裏付けに少し手間取った。土谷正実の供述に基づく反応式で本当にVXが生成可能なのか、が争点になっていた。文献を精査し、意見書を仕上げていった。)土谷は記憶だけでこの反応工程を示しており、凄い能力だと思った。この才能を社会のために役立てていれば、とつくづく残念に思う」－服藤恵三(警視庁元科学捜査官)[113]

### 発言
- 「僕は親のペットじゃない！」 - 両親がオウムから奪還し矯正施設に監禁した際の反論[12]
- 「オウムには大学以上の設備があり、1日20時間以上研究できる[114]」
- 「尊師の本名が『松本』だから狙われたのではないか」 -  松本サリン事件後、オウムの犯行と知らずに村井秀夫の元妻と話し合った
- 「『断食して修行すれば、力がわいて夢精をしなくなるなど雑念がなくなる』という尊師の説法に共感した」[108]
- 「職業は麻原尊師の直弟子」 - 1995年11月10日 初公判の人定質問において
- 「高校生の頃、人間は脳細胞の数％しか使われずに死んでいくと知った。非効率な生物だな、これを全て発揮する力があるはずだと考えた結果、ヨーガに興味を持った。本場のヒマラヤで修行することは現実的でなく、流れるように大学へ進んだ」 - 1999年1月7日井上嘉浩公判で弁護人から「オウムに何を求めていたのか」と問われて[8]
- 「（麻原は）きみはすごい、すごいねと言ってくれる。私にはそういう人が合う[115]」
- 「私には人生の帰り場所はない」「人生で一番後悔しているのは遠藤を殴らなかったこと」 - 2003年7月14日、1審被告人質問にて[76]
- 「僕のなかで、麻原ときみの位置が入れ替わった」-2006年12月、妻に送った言葉[86]
- 「傍聴席にいっぱい人がいる中で、遺族は人目をはばかることなく泣いた。人目に付かない自宅ではどれほどの涙を流したことか」 - 2010年、被害者遺族に対する苦悩を明かした
- 「涙を流している遺族を見たとき、何も言葉がなかった。『すみませんでした』では軽過ぎる」「麻原は詐病をやめ、一連のオウム事件について述べてほしい」 - 2011年にマスコミ各社に寄せた書
- 「静かに死を迎えたい」「ご遺族、被害者の鎮魂を考えると、死刑は反対できない」 - 2011年6月 確定死刑囚に対するアンケートへの回答[116]
- 「化学兵器生成を『尊師・教団を守るための純粋な帰依としての実践』と考えていた」「サリン合成に興味はなく、心底から嫌だった」「しょせん私はオウム真理教のテロリスト」 - 幼なじみの作家大石圭へ宛てた手紙[9]
- 「若い人の入信をとても心配している。純粋な子たちだから」 - 若い人のオウム入信が増えていることについての言葉[117]

### マスメディア関連
以下の各番組で半生が特集された。
- ザ!世界仰天ニュースの「洗脳スペシャル（2012年4月4日放送）」
- ザ!世界仰天ニュースの「家電が爆発＆死刑執行サリンを作った土谷正実の真実スペシャル（2018年7月17日放送）」
- 「直撃!シンソウ坂上SP 独占スクープ!サリン事件極秘資料 ―オウム“天才”信者VS伝説の刑事―（2018年10月4日放送）[103]」
- 「THE 重大事件 Vol.2 土谷正実 サリンを造った男」 (hulu独占配信、2022年5月17日配信）

## 関連事件
- 幻覚剤PCP密造（麻薬及び向精神薬取締法違反）
- 松本サリン事件（殺人幇助，殺人未遂幇助）
- 駐車場経営者VX襲撃事件（殺人未遂）
- 会社員VX殺害事件（殺人）
- 被害者の会会長VX襲撃事件（殺人未遂）
- 地下鉄サリン事件（殺人、殺人未遂）
- 手配信者の隠匿（犯人蔵匿、無罪）
- オウム真理教事件